# Информационное освещение России в Германии
Информационное освещение России в Германии началось параллельно с налаживанием регулярных дипломатических контактов в XVI веке. Сегодня ситуацию в России для немецких СМИ освещают около 40 корреспондентов, располагающихся главным образом в Москве. Интерес к России выражен в Германии более сильно, чем в большинстве других стран мира. По этой причине немецкие СМИ традиционно уделяют событиям в России большее внимание, чем другие европейские страны. При этом в информационном освещении России доминируют негативные образы и стереотипы, являющиеся более конкретными и живучими, чем позитивные.

## Современность
К немецким корреспондентам, работавшим в России в 2000-х годах или работающим сегодня относятся: Лотар Лёве, Томас Рот, Удо Лилишкис, Ина Рук, Ульрих Хайден, Йоханнес Гротцки, Борис Райтшустер, Фриц Пляйтген, Дирк Загер, Аня Брёкер, Соня Миких, Михаэль Штюрмер и другие.
В 1990-х годах репортажи о России отличались преимущественно негативной тональностью. Их основой была передача образа нищеты и хаоса, чередующаяся с изображением сверхбогатой олигархической прослойки. После начала экономического подъёма России и прихода к власти Владимира Путина в 2000 году основное внимание переключилось на проблемы в области прав человека и свободы слова, приписываемые политике Кремля. Отмечалось, что крайне критичный и осуждающий подход к политике российских властей наблюдается с начала 2000-х, тогда как политика Кремля в 1990-е года освещалась значительно мягче. Это ухудшение распространяемого образа российской политики происходило на фоне снижения интенсивности независимых исследований России и Восточной Европы.
Позитивно освещается в немецких СМИ лишь прозападная часть оппозиции, которой уделяется повышенное внимание, при этом политические репортажи редко упоминают меньшее число её сторонников, чем у других оппозиционных партий и движений. Критики немецких СМИ заявляют, что во время войны в Грузии 2008 года немецкие корреспонденты вели репортажи почти исключительно с грузинской стороны, а также в недостаточной мере довели до аудитории мнение о том, что военные действия начала Грузия, а не Россия. В целом, Россия предстала в подобном шаблону времён Холодной войны образе врага.
Критики информационного освещения России в ведущих немецких СМИ отмечают также ограничение новостного потока негативными событиями (катастрофы, аварии, теракты) на фоне крайне редких аналитических материалов, позволяющих лучше понять жизнь в России.